# Placospongiidae
Los placospóngidos (Placospongiidae) son una familia de demosponjas perteneciente al orden Hadromerida.

## Géneros
Onotoa - Placospherastra - Placospongia